# Liste der Monuments historiques in Odratzheim
Die Liste der Monuments historiques in Odratzheim führt die Monuments historiques in der französischen Gemeinde Odratzheim auf.

## Liste der Bauwerke
| Bezeichnung          | Beschreibung                              | Standort                 | Kennzeichnung | Schutzstatus | Datum | Bild           |
| -------------------- | ----------------------------------------- | ------------------------ | ------------- | ------------ | ----- | -------------- |
| Château d’Odratzheim | 1765 nach Plänen von Joseph Massol erbaut | 10 rue du Château (Lage) | PA00084872    | Inscrit      | 1940  | weitere Bilder |

## Liste der Objekte
| Bezeichnung                | Beschreibung    | Standort                            | Kennzeichnung | Schutzstatus | Datum | Bild |
| -------------------------- | --------------- | ----------------------------------- | ------------- | ------------ | ----- | ---- |
| Grabstein für David Stimer | Sandstein, 1619 | in der Kirche Ste-Marguerite (Lage) | PM67001456    | Inscrit      | 2001  |      |